# Winter in Hiroshima
Winter in Hiroshima is een studioalbum van de Duitse muziekgroep Tangerine Dream hier bestaande alleen uit Edgar Froese. Froese nam een aantal muziekalbums op ter muzikale illustratie van een eigen verhaal. Het verhaal gaat over de overleving van sommige Japanners na de bombardementen van Hiroshima en Nagasaki. Winter in Hiroshima handelt over de Japanse Ayumi en H.T. die elkaar waren kwijtgeraakt, maar elkaar terugvonden in hun herstel van de stad; het album is inderdaad optimistisch van aard. Zonder voorkennis van het verhaal is het de muziek, die Tangerine Dream al jaren maakt, want Froese is (ook al jaren) de drijvende kracht achter deze band. In Ayumi’s loom lijken de sequencers uit Tangerine Dreams beginperiode even terug.

## Muziek
| Nr. | Titel          | Duur |
| --- | -------------- | ---- |
| 1.  | Transition     |      |
| 2.  | Ayumi’s loom   |      |
| 3.  | Outlook        |      |
| 4.  | Togetherness   |      |
| 5.  | Echo of light  |      |
| 6.  | Key moment     |      |
| 7.  | Insiders       |      |
| 8.  | Nexuses        |      |
| 9.  | Glowing vision |      |

Het album verscheen in twee versies; een normale compact disc en digipak. Winter vormt deel vier in / van The Five Atomic Seasons. De kans is groot dat het album ook op elpee verschijnt, andere delen verschenen na een aantal jaar ook op dat medium.
Het levensverhaal van meneer H.T. 

CD1= Springtime in Nagasaki ·
CD2= Summer in Nagasaki ·
CD3= Autumn in Hiroshima ·
CD4= Winter in Hiroshima ·
CD5= The endless season